# Blair Tuke
Andrew Blair Tuke (Kawakawa, 25 de julio de 1989) es un deportista neozelandés que compite en vela en la clase 49er.
Participó en tres Juegos Olímpicos de Verano, obteniendo tres medallas, plata en Londres 2012, oro en Río de Janeiro 2016 y plata en Tokio 2020, las tres en la clase 49er (junto con Peter Burling). Ganó ocho medallas en el Campeonato Mundial de 49er entre los años 2011 y 2020.
En 2015 fue nombrado Regatista Mundial del Año por la Federación Internacional de Vela junto con su compañero de la clase 49er, Peter Burling. En 2017 fue galardonado con la Orden del Mérito de Nueva Zelanda, y reconocido junto con Burling como «Equipo Deportivo del Año» de Nueva Zelanda en los Premios Halberg.

## Trayectoria

### Vela olímpica
Su primer éxito internacional lo consiguió en el Campeonato Mundial de 49er de 2011, ganando la medalla de plata. Medalla que revalidó en el Mundial del año siguiente, y que también obtuvo de plata en Londres 2012.
Ganó cuatro Campeonatos Mundiales consecutivos (2013, 2014, 2015 y 2016) en la clase 49er. Además, logró la victoria en 26 regatas consecutivas entre los Juegos Olímpicos de Londres 2012 y los de Río de Janeiro 2016.
En Río de Janeiro 2016, Burling y Tuke se aseguraron la medalla de oro a falta de dos regatas, sumando en la clasificación final 35 puntos netos (43 puntos menos que los segundos clasificados, los australianos Nathan Outteridge y Iain Jensen).

### Vela de crucero
Consiguió ganar dos veces la Copa América con el Team New Zealand, representante del Real Escuadrón de Yates de Nueva Zelanda, en 2017 y en 2021, en ambas ocasiones como controlador de vela en ala. Además, participó en la edición 2017-18 de la Ocean Race a bordo del Mapfre, terminando la regata en la segunda posición.

## Palmarés internacional
| \| Juegos Olímpicos \| Juegos Olímpicos \| Juegos Olímpicos \| Juegos Olímpicos \| \| Año \| Lugar \| Medalla \| Clase \| \| ------------------ \| --------------------------- \| ---------------- \| ---------------- \| \| 2012 \| Londres (Reino Unido) \| Medalla de plata \| 49er \| \| 2016 \| Río de Janeiro (Brasil) \| Medalla de oro \| 49er \| \| 2020 \| Tokio (Japón) \| Medalla de plata \| 49er \| \| Campeonato Mundial \| \| \| \| \| Año \| Lugar \| Medalla \| Clase \| \| 2011 \| Perth (Australia) \| Medalla de plata \| 49er \| \| 2012 \| Zadar (Croacia) \| Medalla de plata \| 49er \| \| 2013 \| Marsella (Francia) \| Medalla de oro \| 49er \| \| 2014 \| Santander (España) \| Medalla de oro \| 49er \| \| 2015 \| Buenos Aires (Argentina) \| Medalla de oro \| 49er \| \| 2016 \| Clearwater (Estados Unidos) \| Medalla de oro \| 49er \| \| 2019 \| Auckland (Nueva Zelanda) \| Medalla de oro \| 49er \| \| 2020 \| Geelong (Australia) \| Medalla de oro \| 49er \| |                             |                  |       |
| Juegos Olímpicos |                             |                  |       |
| Año | Lugar                       | Medalla          | Clase |
| 2012 | Londres (Reino Unido)       | Medalla de plata | 49er  |
| 2016 | Río de Janeiro (Brasil)     | Medalla de oro   | 49er  |
| 2020 | Tokio (Japón)               | Medalla de plata | 49er  |
| Campeonato Mundial |                             |                  |       |
| Año | Lugar                       | Medalla          | Clase |
| 2011 | Perth (Australia)           | Medalla de plata | 49er  |
| 2012 | Zadar (Croacia)             | Medalla de plata | 49er  |
| 2013 | Marsella (Francia)          | Medalla de oro   | 49er  |
| 2014 | Santander (España)          | Medalla de oro   | 49er  |
| 2015 | Buenos Aires (Argentina)    | Medalla de oro   | 49er  |
| 2016 | Clearwater (Estados Unidos) | Medalla de oro   | 49er  |
| 2019 | Auckland (Nueva Zelanda)    | Medalla de oro   | 49er  |
| 2020 | Geelong (Australia)         | Medalla de oro   | 49er  |